# Croton pannosus
Espèce
Classification APG III (2009)
Croton pannosus est une espèce de plantes à fleurs du genre Croton et de la famille des Euphorbiaceae, présente au Brésil (Minas Gerais).

## Synonyme
- Oxydectes pannosa (Thunb.) Kuntze